# Nadal Florenci Escrig i González
Nadal Florenci Escrig i González (Borriol, 22 de setembre de 1958) és un polític valencià que fou alcalde de la seua localitat natal entre 1995 i 1999.

## Biografia
Llicenciat en Ciències de la Informació per la Universitat Autònoma de Barcelona el 1982, col·laborà a la revista borriolenca Cominells a primeries de la dècada de 1980. Treballà també com a periodista per als diaris Mediterráneo de Castellón i El País entre 1982 i 1986. Juntament amb Ernest Nabàs, va muntar l'agència de comunicació Garbell.
L'any 1995 aconseguí guanyar per un estret marge de només dos vots les eleccions municipals a Borriol i, amb majoria absoluta, es va convertir en el batlle del poble pel Partit Socialista del País Valencià. Tanmateix, quatre anys després, el Partit Popular li arrabatà l'alcaldia.
El 2005 es va traslladar a Onda per a convertir-se en el cap de premsa de l'Ajuntament, sota la batllia del també socialista Enric Navarro Andreu. En cesar l'alcalde el 2010, continuà al seu càrrec durant el breu mandat de Juan Miguel Salvador Pérez, fins que ocupà l'alcaldia el popular Salvador Aguilella Ramos.
En l'actualitat, apartat del món de la política, dirigeix el periòdic digital El Triángulo Espadán-Mijares-Onda i escriu al periòdic Mediterráneo de Castellón.